# Cuyahoga County
Cuyahoga County ist ein County im US-Bundesstaat Ohio. Der Verwaltungssitz (County Seat) ist Cleveland. Das County bildet das Zentrum der Metropolregion Cleveland.

## Geographie
Das County liegt im Nordnordosten von Ohio, grenzt im Norden an den Eriesee, dem südlichsten der 5 Großen Seen und hat eine Fläche von 3226 Quadratkilometern, wovon 2038 Quadratkilometer Wasserfläche sind. Es grenzt im Uhrzeigersinn an folgende Countys: Lake County, Geauga County, Summit County, Medina County, Lorain County und Portage County.

## Geschichte
Cuyahoga County wurde am 10. Februar 1808 aus Teilen des Geauga County gebildet. Benannt wurde es nach dem Cuyahoga River. Cuyahoga ist ein Begriff aus der irokesischen Sprache und bedeutet „gekrümmt“ oder „gewunden“.
Vier Orte im County haben den Status einer National Historic Landmark. 384 Bauwerke und Stätten des Countys sind im National Register of Historic Places eingetragen (Stand 12. April 2018).

## Demografische Daten

Alterspyramide des Cuyahoga County

Nach der Volkszählung im Jahr 2000 lebten im Cuyahoga County 1.393.978 Menschen in 571.457 Haushalten und 354.874 Familien. Die Bevölkerungsdichte betrug 1174 Einwohner pro Quadratkilometer. Ethnisch betrachtet setzte sich die Bevölkerung zusammen aus 67,35 Prozent Weißen, 27,45 Prozent Afroamerikanern, 0,18 Prozent Indianer, 1,81 Prozent Asiatischen Amerikanern, 0,02 Prozent Pazifischen Insulanern und 1,50 Prozent aus anderen ethnischen Gruppen; 1,68 Prozent stammten von zwei oder mehr Ethnien ab. 3,38 Prozent der Bevölkerung waren Hispanics oder Latinos.
Von den 571.457 Haushalten hatten 28,5 Prozent Kinder und Jugendliche unter 18 Jahre, die bei ihnen lebten. 42,4 Prozent waren verheiratete, zusammenlebende Paare, 15,7 Prozent waren allein erziehende Mütter, 37,9 Prozent waren keine Familien, 32,8 Prozent waren Singlehaushalte und in 12,1 Prozent lebten Menschen im Alter von 65 Jahren oder darüber. Die Durchschnittshaushaltsgröße betrug 2,39 und die durchschnittliche Familiengröße lag bei 3,06 Personen.
Auf das gesamte County bezogen setzte sich die Bevölkerung zusammen aus 25,0 Prozent Einwohnern unter 18 Jahren, 8,0 Prozent zwischen 18 und 24 Jahren, 29,3 Prozent zwischen 25 und 44 Jahren, 22,2 Prozent zwischen 45 und 64 Jahren und 15,6 Prozent waren 65 Jahre alt oder darüber. Das Durchschnittsalter betrug 37 Jahre. Auf 100 weibliche Personen kamen 89,5 männliche Personen. Auf 100 Frauen im Alter von 18 Jahren oder darüber kamen statistisch 85,2 Männer.
Das jährliche Durchschnittseinkommen eines Haushalts betrug 39.168 USD, das Durchschnittseinkommen der Familien betrug 49.559 USD. Männer hatten ein Durchschnittseinkommen von 39.603 USD, Frauen 28.395 USD. Das Prokopfeinkommen betrug 22.272 USD. 10,3 Prozent der Familien und 13,1 Prozent der Bevölkerung lebten unterhalb der Armutsgrenze. Davon waren 19,4 Prozent Kinder oder Jugendliche unter 18 Jahre und 9,3 Prozent waren Menschen über 65 Jahre.

## Gemeinden im Cuyahoga County

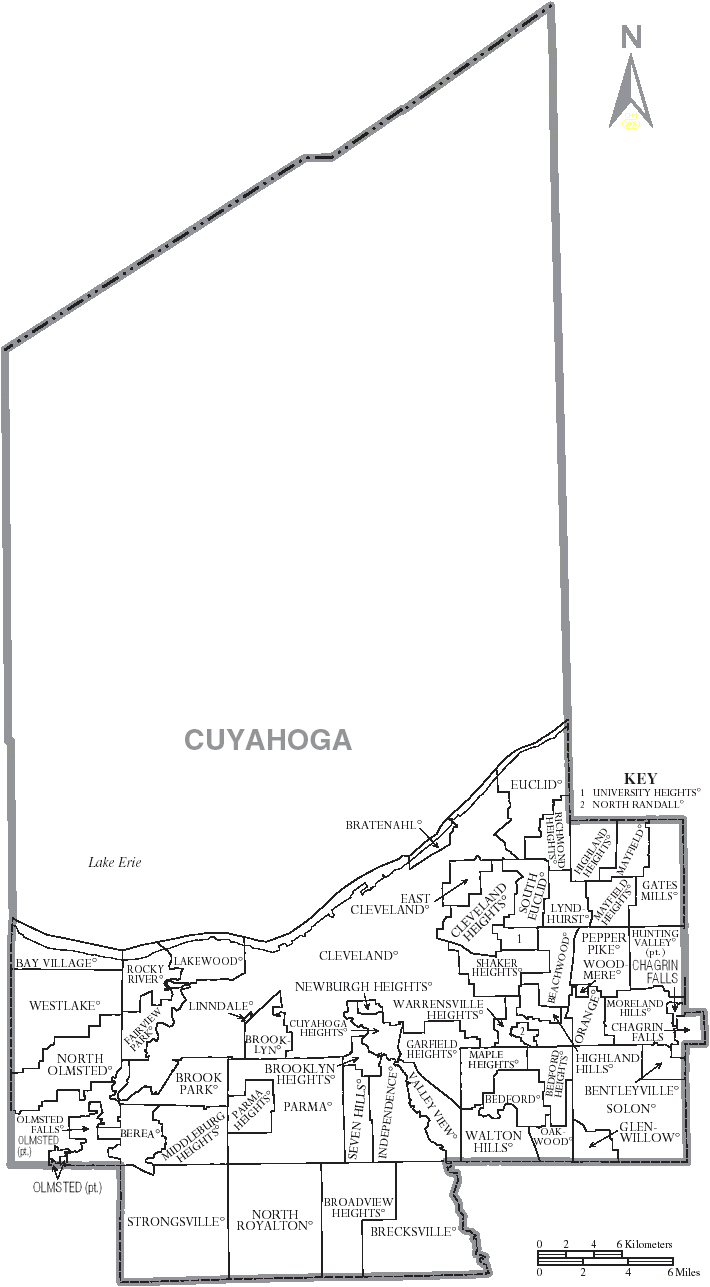
Karte des Cuyahoga Countys, Ohio mit Gemeinde- und Stadtgrenzen

### Citys
- Bay Village
- Beachwood
- Bedford
- Bedford Heights
- Berea
- Brecksville
- Broadview Heights
- Brook Park
- Brooklyn
- Cleveland
- Cleveland Heights
- East Cleveland
- Euclid
- Fairview Park
- Garfield Heights
- Highland Heights
- Independence
- Lakewood
- Lyndhurst
- Maple Heights
- Mayfield Heights
- Middleburg Heights
- North Olmsted
- North Royalton
- Olmsted Falls
- Parma
- Parma Heights
- Pepper Pike
- Richmond Heights
- Rocky River
- Seven Hills
- Shaker Heights
- Solon
- South Euclid
- Strongsville
- University Heights
- Warrensville Heights
- Westlake

### Villages
- Bentleyville
- Bratenahl
- Brooklyn Heights
- Chagrin Falls
- Cuyahoga Heights
- Gates Mills
- Glenwillow
- Highland Hills
- Hunting Valley
- Linndale
- Mayfield
- Moreland Hills
- Newburgh Heights
- North Randall
- Oakwood
- Orange
- Valley View
- Walton Hills
- Woodmere

### Townships
- Chagrin Falls Township
- Olmsted Township